# En vivo Obras 1983
En vivo Obras 1983 es el primer y único álbum en vivo del dúo argentino de rock Pastoral, editado en 2009. Se trata de un show dado por Pastoral en el año 1983. Precisamente, el 30 de abril de 1983 en el Estadio Obras, el último concierto del dúo De Michele-Erausquín. El CD doble incluye 24 canciones de aquella noche. Poco después de este show de 1983, un accidente automovilístico le costaría la vida a De Michele.

## Grabación
Simplemente porque a Pastoral le tocó empezar a sonar masivamente en simultaneidad con la desaparición de Sui Generis es que muchos pensaron entonces que eran sus continuadores. Pero lo cierto es que en aquellas primeras épocas del rock, el formato de dúo acústico, con las voces en primer plano, era muy habitual, como Pedro y Pablo o Vivencia, entre los más populares. La base de Pastoral la formaban Alejandro De Michele y Miguel Ángel Erausquin, ambos en voz y guitarra. Pero fueron muchos músicos los que pasaron por su formación en los 10 años de existencia (interrumpida abruptamente por el accidente automovilístico de De Michele poco después de la actuación que dio lugar a este doble CD). Hasta entonces, habían publicado seis álbumes oficiales y, al parecer, estaba en los planes editar la grabación en vivo del que fue, sorpresivamente, el último concierto. 
Quizá porque las cintas anduvieron perdidas, lo concreto es que ese concierto de Obras nunca se había publicado. Así que para los fanes, fue muy valioso este rescate que contiene varios de los temas que fueron clásicos del dúo. El Pato Loza en batería, Gustavo Donés en bajo, Carlos García López en guitarra y Juan del Barrio en teclados fueron ese día los músicos invitados.
El álbum tuvo una edición de lujo en digipack celeste conteniendo dos discos con el recital íntegro a través del sello Fonocal, mediante la gestión del director argentino Carlos Dell' Aguila, mentor del proyecto oficial Todo Pastoral junto al miembro superviviente del dúo, Miguel Ángel Erausquin. Incluía un libro con fotos del show, la reproducción del logo original del dúo (un tigre) y una emotiva nota escrita por Federico Alejandro Minolfi, biógrafo de Alejandro De Michele, que describía al músico: "tan atrapado en el Cielo como nosotros en la Tierra". El material fue remasterizado por Jorge Da Silva, productor histórico del rock argentino que además había trabajado junto a Pastoral varios discos de estudio.

## Lista de canciones
CD 1
1. Me desprendo de tu vientre
2. De regreso a tus entrañas
3. Saca las brujas
4. Babany
5. Sexto "C"
6. Mujer silencio
7. Lustrabotas de avenida
8. Triste y antigua dama
9. Peleándose
10. Libertad Pastoral
11. Grifana la mujer
12. Gustavo esfumado tras las hojas
13. Medley (Girasoles de papel / Opresión natural)

CD 2
1. Mi soledad sola
2. Circular
3. Prórroga de la tierra
4. Humanos
5. Mensaje mágico
6. Hacia la libertad
7. Cuidarán
8. Todas patinan
9. Desprendiéndonos
10. Generando
11. En el hospicio (grabado desde el público)

## Personal

### Músicos
- Alejandro de Michele (guitarra, voz y coros)
- Miguel Ángel Erausquin (guitarra, voz y coros)

### Músicos invitados
- Pato Loza (batería)
- Gustavo Donés (bajo)
- Carlos García López (guitarra)
- Juan del Barrio (teclados)